# 萊克伍德西埃拉 (加利福尼亞州)
萊克伍德西埃拉（英語：Lakewood Sierra）是位於美國加利福尼亞州埃爾多拉多縣的一個非建制地區。該地的面積和人口皆未知。

## 地理
萊克伍德西埃拉的座標為38°44′05″N 121°34′09″W / 38.73472°N 121.56917°W，而該地的平均海拔高度為1190米（即3904英尺）。